# Magnant
Magnant ist eine französische Gemeinde mit 163 Einwohnern (Stand: 1. Januar 2022) im Département Aube in der Region Grand Est (vor 2016 Champagne-Ardenne). Sie gehört zum Arrondissement Troyes und zum Kanton Bar-sur-Seine.

## Lage
Magnant liegt etwa 29 Kilometer ostsüdöstlich von Troyes.
Nachbargemeinden sind Villy-en-Trodes im Norden und Nordwesten, Thieffrain im Norden und Nordosten, Beurey im Osten, Buxières-sur-Arce im Südosten, Bar-sur-Seine im Süden und Südwesten, Bourguignons im Südwesten sowie Fralignes im Westen.
Durch die Gemeinde führt die Autoroute A5.

## Bevölkerungsentwicklung
| Jahr                      | 1962 | 1968 | 1975 | 1982 | 1990 | 1999 | 2006 | 2011 | 2016 |
| ------------------------- | ---- | ---- | ---- | ---- | ---- | ---- | ---- | ---- | ---- |
| Einwohner                 | 222  | 202  | 186  | 149  | 185  | 190  | 182  | 179  | 164  |
| Quelle: Cassini und INSEE |      |      |      |      |      |      |      |      |      |

## Sehenswürdigkeiten
- Kirche Saint-Julien-l’Hospitalier aus dem 12. Jahrhundert, seit 1926 Monument historique

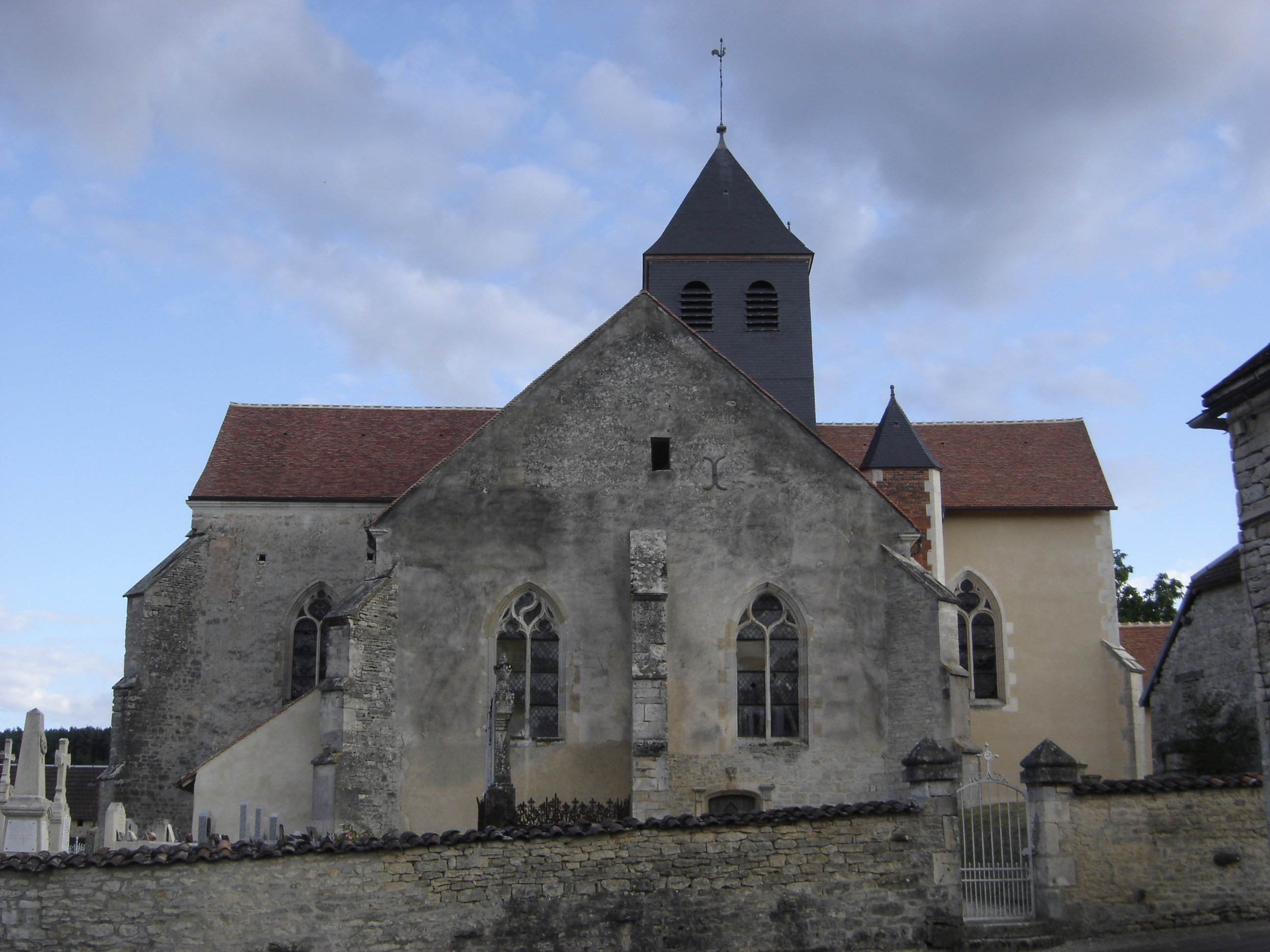
Kirche Saint-Julien-l’Hospitalier